# Ellen Isefiær
Ellen Isefiær (7 de diciembre de 1899-28 de septiembre de 1985) fue una actriz y directora teatral de nacionalidad noruega, con una larga carrera artística en la cual trabajó en más de 200 representaciones teatrales.

## Biografía
Nacida en Kristiansand, Noruega, sus padres eran Thomas Engelhardt Isefiær y Katharine Margrethe Johnsen. Entre 1918 y 1920 cursó estudios en el Teatro nacional de Oslo. A partir de 1921 fue contratada para trabajar en el Stavanger Teater, llegando su gran oportunidad con el papel de "Elizabeth" en la obra Maria Stuart. Entre los años 1924 y 1931 trabajó para el Centralteatret. 
Su primer proyecto como directora teatral fue la comedia de Axel Kielland Mannen alle ville myrde, representada en el Teatro de Trøndelag, centro con el cual colaboró en 1939 y 1940. Ella dirigió el Carl Johan Teatret desde 1940 hasta su cierre en 1943, durante la ocupación alemana, pasando entonces al Det Nye Teater, en el cual permaneció hasta 1945. 
Finalizada la Segunda Guerra Mundial, ella trabajó principalmente como artista independiente, exceptuando un período como instructora del Teatro del Pueblo entre 1956 y 1959, y otro como directora artística del Teatro de Trøndelag en 1961 y 1962. Llevó a escena un total de más de 200 representaciones a lo largo de su carrera, y fue nombrada miembro honorario de la Norsk Sceneinstruktørforening
Isefiær debutó en el cine en 1928 con el film Cafe X, actuando de manera ocasional hasta el año 1956. 
La actriz falleció en Oslo, Noruega, en 1985.

## Filmografía
- 1927 : Eleganta svindlare
- 1928 : Cafe X
- 1940 : Tørres Snørtevold
- 1941 : Hansen og Hansen
- 1943 : Den nye lægen
- 1946 : På kant med samhället
- 1956 : På solsiden